# Pilotrichella allionii
Pilotrichella allionii är en bladmossart som beskrevs av Brotherus 1921. Pilotrichella allionii ingår i släktet Pilotrichella och familjen Meteoriaceae. Inga underarter finns listade i Catalogue of Life.